# Сорані

Поширення курдських діалектів
Курманджі
Сорані
Південнокурдська мова
Зазакі
Ґурані
Змішані

Сорані або «центральнокурдська мова» курд. سۆرانی — одна з мов курдів, поширена в Іраку (південно-східна частина Іракського Курдистану) і Ірані (від озера Урмія до міста Керманшах).
Сорані — перське найменування даної мови; самі носії називають себе курманджі або курди (курд. Kurdmancî Xwarû, Kurdî), однак дані назви лінгвістами та географами не використовуються у зв'язку з їх багатозначністю (терміном курманджі прийнято позначати північнокурдську мову).
На відміну від курманджі, сорані втратила категорії роду і відмінка. Писемність — на основі арабського алфавіту. У свою чергу, сорані підрозділяється на безліч діалектів. Літературна мова на основі діалекту Сулеймані, поширеного в районі міста Сулейманія.
У Курдистанському федеральному регіоні Іраку сорані є офіційною мовою; нею говорять на більшій частині його території, включаючи два найбільших міста — Сулейманію і столицю Ербіль (у Дахуці, де поширений курманджі, діловодство ведеться також на сорані).
Сулейманія є історичним центром і неофіційною «столицею» сораномовної культури. Сорані під ім'ям «курдської мови» є за новою конституцією Іраку другою державною мовою країни.
| Мови | Це незавершена стаття про мову. Ви можете допомогти проєкту, виправивши або дописавши її. |